# 램 차란
램 차란 (Ram Charan, 1939년~)은 인도의 기업 컨설턴트, 연설가, 작가이다.

## 생애
램 차란은 인도 우타르프라데시 주에서 태어났다. 성장기에 우타르프라데시 주 하푸르에 있는 그의 가족의 구두 가게에서 일하였다. 바나라스 힌두 대학교에서 엔지니어링으로 학위를 받고 나중에 하버드 경영대학원에서 공부하고 1965년 경영학 석사(MBA), 1967년 경영학 박사(DBA) 학위를 받았다. 1978년 전업 컨설턴트가 되기 전까지 그는 하버드 경영대학원, 보스턴 대학, 노스웨스턴 대학교 켈로그 경영대학원에서 교편을 잡았다. .
차란은 결혼하지 않았고 아이도 없다. 67세에, 평생 처음으로 댈러스에 있는 아파트를 구입하였다. 이것을 구입하기 전에는 집이 없었고 호텔 방이나 그 동료의 숙소에서 기거하였다. 댈러스에 있는 그의 수행원들은 우편으로 그에게 새 옷을 보내주었고 그는 다시 빨랫감을 돌려주었다.

## 경력
차란은 GE, KLM, 뱅크 오브 아메리카, 제이피 어소시에이츠와 같은 회사들을 컨설팅하였다. 그는 여러 경영 서적,《Talent Master》, 《Leaders At All Levels’》, 《 Leadership in the Era of Economic Uncertainty: The New Rules for Getting the Right Things Done in Difficult Times 》, 《Boards That Deliver》, 《What The CEO Wants You To Know》, 《 Boards At Work 》, 《 Every Business Is A Growth Business 》(노엘 티시와 공저), 《 Profitable Growth Is Everyone's Business 》, 《 Confronting Reality 》 그리고 베스트 셀러였던 《 Know How and Execution 》(래리 보시디, 찰스 벅스와 공저)의 저자이다.
차란은 1981년 댈러스에서 설립된 “차란 어소시에이츠”라는 이름으로 경영 컨설팅 회사를 운영하였다. 연간 수익은 50만 ~100만 달러이며 1명 ~4명의 스태프를 고용하고 있다. 차란은 오스틴 인더스트리즈, SSA&컴퍼니(전 식스 시그마 아카데미), 그리고 티코 일렉트로닉스의 이사이다.
차란은 케빈 코프, 스티븐 코베이와 제휴 관계를 맺고 애켜먼 러닝(Acumen Learning)를 설립하였다. 애켜먼 러닝과 램 차란은 계약을 맺고 그의 저서, What the CEO Wants You to Know에 그 개념을 사용하기로 하였다. 램은 경영에 있어서 필수적인 리더십 요소인 경영 감각(acumen)의 개념을 정의하고 알기 쉽게 풀이하고 있다.
차란은 2000년엔 내셔널 아카데미 오브 휴먼 리소시즈의 펠로우로 선출되었고 2005년에는 디스팅귀스드 펠로우로 지명되었다. 차란은 인도에서 2010년 2월에 약 400명의 인도 CEO들을 대상으로 프레젠테이션을 진행하였다.
램 차란은 영국 더 타임스가 세계 50대 경영사상가 중 한 명으로 꼽은 세계적인 컨설턴트이며, 세계에서 가장 바쁜 컨설턴트로 통한다. 잭 웰치 GE 전 CEO가 가장 존중하는 컨설턴트로 알려져 있다.